# Berthold Rose
Berthold Rose (Berlijn, 4 december 1904 - 1960) was een Oost-Duits politicus.
Berthold Rose was tijdens de Tweede Wereldoorlog actief in het verzet tegen het nationaalsocialisme. Na de oorlog was hij betrokken bij de oprichting van de Democratische Boerenpartij van Duitsland (Demokratische Bauernpartei Deutschlands, DBD) (1948). Van 1950 tot 1960 was hij lid van het hoofdbestuur van de DBD.
Berthold Rose was in 1949 lid van de Provisorische Volkskammer en van 1950 tot 1960 van de Volkskammer. Van 1950 tot 1960 was hij tevens voorzitter van de DBD-fractie.